# Thierry Repentin
Thierry Repentin, né le 5 avril 1963 à Saint-Pierre-d'Albigny (Savoie), est un homme politique français.
Ancien sénateur socialiste de la Savoie, il est, entre 2012 et 2014, ministre délégué à la Formation professionnelle et à l'Apprentissage puis ministre délégué aux Affaires européennes dans le second gouvernement de Jean-Marc Ayrault. 
Il est actuellement maire de Chambéry, président de la communauté d'agglomération de Grand Chambéry et président de l'Agence nationale de l'habitat.

## Biographie

### Jeunesse et parcours professionnel
Originaire de Saint-Jean-de-la-Porte, il fait ses études à Chambéry, puis à l'Institut d'études politiques de Grenoble, Thierry Repentin travaille d'abord avec le député européen Jean-Pierre Cot, puis devient directeur de cabinet de Louis Besson à la mairie de Chambéry, entre 1989 et 1995. Il participe également au cabinet ministériel de Louis Besson quand celui-ci devient ministre du Logement.

### Ascension politique
Après les élections municipales de 1995, il devient adjoint au maire de Chambéry, poste qu'il conserve en 2001. En 1997 et 2002, il est candidat sur l'ancienne circonscription de Louis Besson, la première circonscription de la Savoie, contre Dominique Dord.
En 1998, il est élu conseiller général du canton de Chambéry-Nord. Thierry Repentin est depuis le chef de file de l'opposition du conseil général puis départemental où il est continuellement réélu dans le canton de Chambéry-Nord, puis en binôme dans le canton de Chambéry 1 à la suite du redécoupage cantonal de 2014.
Il devient président de Chambéry métropole en 2001 et organise sa transformation en communauté d'agglomération. Élu sénateur le 26 septembre 2004 (il est le benjamin des sénateurs élus au scrutin majoritaire), il doit renoncer à un de ses mandats. Thierry Repentin abandonne ses mandats d'adjoint au maire de Chambéry et donc de président de Chambéry métropole le 21 décembre 2004.
En décembre 2007, Thierry Repentin annonce sa candidature aux municipales de Sonnaz, commune incluse dans son canton d'élection. En mars 2008, il y est élu conseiller municipal puis adjoint ; un mois plus tard il devient vice-président de Chambéry métropole, puis est désigné président de Métropole Savoie où il conduit l'élaboration du SCOT.
Au Sénat, il se fait remarquer par ses interventions et son travail en faveur de la montagne et du logement, notamment en empêchant la suppression des 20 % de logements sociaux, ou en créant la taxe sur les logements vacants. Responsable des questions de logement pendant la campagne présidentielle de Ségolène Royal en 2007, il est également l'auteur d'un rapport parlementaire sur le logement social en France. Spécialiste reconnu de la question, il est élu en décembre 2008 président de l'Union sociale pour l'habitat (USH), qui fédère le mouvement HLM.
En 2011, il est candidat au poste de président du conseil général de la Savoie, il est battu par Hervé Gaymard au bénéfice de l'âge après trois tours de scrutin :
- 1er tour Hervé Gaymard 18 voix - Thierry Repentin 18 voix - 1 blanc,
- 2e tour Hervé Gaymard 17 voix - Thierry Repentin 18 voix - 2 blancs,
- 3e tour Hervé Gaymard 18 voix - Thierry Repentin 18 voix - 1 blanc.

### Membre du gouvernement
Durant la campagne présidentielle de 2012, il est responsable du pôle habitat et ville au sein de l'équipe de François Hollande et figure parmi les possibles ministres du futur gouvernement. Au point que cinq jours avant l'annonce de la composition du gouvernement, des agences de communication ont acheté des noms de domaine incluant son nom, anticipant des lois portant son nom. Du 21 juin 2012 au 19 mars 2013, il est ministre délégué à la Formation professionnelle et à l'Apprentissage, dans le gouvernement Ayrault II.
Le 19 mars 2013, il est nommé ministre délégué aux Affaires européennes en remplacement de Bernard Cazeneuve, lui-même nommé ministre délégué au Budget après la démission de Jérôme Cahuzac. Thierry Repentin n'est pas remplacé dans ses fonctions qui incombent à son ancien ministre de tutelle Michel Sapin. Il n'est pas reconduit dans ses fonctions au sein du gouvernement Manuel Valls (1), en avril 2014.

### Après 2014
En septembre 2014, il perd son mandat de sénateur au profit de Michel Bouvard (UMP). L’année suivante, il conserve de justesse son poste de conseiller dans le nouveau canton de Chambéry-1 en binôme avec Colette Bonfils avec neuf voix d'avance, mais ne se représente pas à la présidence du conseil départemental face à Hervé Gaymard contrairement à 2011.
En février 2015, il est nommé inspecteur général de l'administration du développement durable en fonction au CGEDD.
Il est nommé délégué interministériel à la mixité sociale dans l'habitat par décret du 23 avril 2015. Il est chargé de faciliter la vente de terrains inutilisés de l'État pour réaliser des opérations de logements. Il rédige également le projet de loi Égalité et citoyenneté (printemps 2016). Ce projet prévoit notamment la possibilité de retirer aux communes qui n'appliquent la loi SRU leur droit d'attribuer des logements sociaux, et de limiter le recours aux prêts locatif social au profit des logements destinés aux plus défavorisés. Il est ensuite nommé président de la Commission nationale de l'aménagement, de l'urbanisme et du foncier.
En mai 2016, il est chargé par François Hollande de constituer une société publique chargée de mobiliser du foncier public et privé pour la construction de logements, dans des objectifs de favoriser la mixité sociale et de lutter contre l'habitat indigne en construisant 75 000 logements en cinq ans.
Le 4 mai 2017, il est nommé président des Autoroutes et tunnel du Mont-Blanc et le 18 mai 2017 il est également nommé président de la Société française du tunnel routier du Fréjus .
Le 3 octobre 2017, il est nommé président du Conseil supérieur de la construction et de l'efficacité énergétique. Il démissionne de cette fonction en octobre 2020 et devient président de l'Agence nationale de l'habitat.
En avril 2022, il appelle à voter pour Emmanuel Macron dès le premier tour de l'élection présidentielle.

### Maire de Chambéry
Thierry Repentin annonce en septembre 2019 sa candidature aux élections municipales de 2020 à Chambéry. Il propose une liste de rassemblement et ne sollicite pas d'investiture partisane. Lors du premier tour, il arrive en deuxième position et au-coude-à-coude avec la liste écologiste d'Aurélie Le Meur (EÉLV (22,63 % et 22,46 %). Cette dernière fusionne avec la liste conduite par Thierry Repentin, qui remporte le second tour des élections municipales. Thierry Repentin est ensuite élu maire de Chambéry le 4 juillet. Il démissionne le 31 juillet suivant de son mandat de conseiller départemental au profit de son suppléant, Gaëtan Pauchet.

### Président de Grand Chambéry
Le 21 septembre 2023, Thierry Repentin est élu président de Grand Chambéry à la suite de la démission de son prédécesseur, Philippe Gamen (LR). Lors du scrutin tenu lors du Conseil communautaire, il recueille 45 voix contre 35 pour son adversaire Alexandre Gennaro (DVD).

### Vie privée
Il est marié et père de deux filles[réf. nécessaire].

## Détail des mandats et fonctions

### Fonctions ministérielles
- Ministre délégué à la Formation professionnelle et à l'Apprentissage, du 21 juin 2012 au 19 mars 2013.
- Ministre délégué aux Affaires européennes, du 19 mars 2013 au 31 mars 2014.

### Mandats actuels
- Maire de Chambéry depuis le 4 juillet 2020.

### Autres fonctions actuelles
- Président de la commission d'application de l'article 55 de la loi SRU.

### Anciens mandats et fonctions
- Adjoint au maire de Chambéry de 1995 à 2004.
- Adjoint au maire de Sonnaz de 2008 à 2014.
- Président de la communauté d'agglomération Chambéry métropole de 2001 à 2004.
- Vice-président de l'Assemblée des communautés de France (AdCF) de 2001 à 2004, membre d'honneur du bureau de 2004 à 2008, de nouveau vice-président, chargé de l'urbanisme, de 2008 à 2012.
- Président de l'Union sociale pour l'habitat de décembre 2008 à juillet 2012.
- Sénateur, du 1er octobre 2004 au 21 juillet 2012 et du 3 mai 2014 au 30 septembre 2014.
- Conseiller général de la Savoie, élu du canton de Chambéry-Nord de 1998 à 2020.
- Président du Conseil supérieur de la construction et de l’efficacité énergétique de 2017 à 2020.

## Décorations
- Chevalier de l'ordre national de la Légion d'honneur (depuis le 14 juillet 2015[19])
- Grand officier de l'ordre de Saint-Charles (depuis le 14 novembre 2013[20])

## Pour approfondir